# Мия Мартини
Мѝя Мартѝни (на италиански: Mia Martini), псевдоним на Домѐника Рѝта Адриа̀на Бертѐ (Domenica Rita Adriana Bertè), позната в началото на кариерата си като Мимѝ Бертѐ (Mimì Bertè) (Баняра Калабра, 20 септември 1947 г. – Кардано ал Кампо, 12 май 1995 г.), е италианска певица и авторка на песни.
Смятана за един от най-красивите и изразителни гласове в италианската поп музика, певицата има широк диапазон и гъвкавина, с която преминава плавно между различните регистри. Изпълненията ѝ се отличават с драматизъм и наситеност.
Дебютният ѝ албум Oltre la collina… („Отвъд хълма…“) и сингълът от него Padre, davvero… („Татко, наистина ли…“) са смятани за едни от най-добрите италиански музикални творби. Множество успешни песни, сред които Piccolo uomo („Малък мъж“), Donna sola („Самотна жена“), Minuetto („Менует“), Inno („Химн“), …e stelle stan piovendo („…и валят звезди“), Al mondo („На света“), Donna con te („Жена с теб“), Che vuoi che sia… se t'ho aspettato tanto („Какво толкова… ако съм те очаквала дълго“), Per amarti („За да те обичам“), La costruzione di un amore („Строежът на една любов“) ѝ осигуряват място сред най-значимите лица на италианската музика през 70-те години на XX век, през които добива известност както на местно, така и на международно равнище. Тя е единствената изпълнителка, спечелила две поредни издания на музикалния фестивал „Фестивалбар“ – през 1972 г. (с Piccolo uomo) и 1973 г. (с Minuetto).
След най-значимите сътрудничества на певицата се нареждат това с Шарл Азнавур, с когото на 10 януари 1978 г. изнася съвместен рецитал в зала „Олимпия“ в Париж и това с певеца и автор на песни Ивано Фосати, с когото е в лична връзка през 70-те години, плод на която е албумът Danza („Танц“) от 1978 г.
В края на 70-те години певицата се подлага на две неотложни операции на гласните струни, които променят напълно тембъра и диапазона ѝ и гласът ѝ добива характерна дрезгавина, с която остава позната до края на живота си. След няколкогодишна пауза се завръща на сцената през 1981 г., а през 1982 г. участва за първи път на Фестивала на италианската песен в Санремо с песента E non finisce mica il cielo („И няма край небето“), написана от Фосати и за която е удостоена с Наградата на критиката, учредена същата година именно заради нея и която през 1996 г. – година след неочакваната смърт на певицата – започва да носи нейното име: Награда на критиката „Мия Мартини“.
През 1983 г. решава да се оттегли от сцената вследствие на дългогодишни злословия по неин адрес, че носи лош късмет, които възпрепятстват напълно възможността да практикува професията си и с което кариерата ѝ претърпява няколкогодишно затишие. Завръща се през 1989 г. на Фестивала в Санремо с песента Almeno tu nell'universo („Поне ти в цялата вселена“), която я връща към успеха. В последните години на живота си участва още три пъти в музикалната надпревара, като на изданието през 1993 г. е в дует със сестра си Лоредана Берте. Освен на Фестивала в Санремо и на редица други местни и чуждестранни фестивали певицата участва и в Песенния конкурс на „Евровизия“ два пъти, представяйки Италия: през 1977 г. с песента Libera („Свободна“), с която се класира на 13-о място, и през 1992 г. с Rapsodia („Рапсодия“), с която се класира на 4-то място.
47-годишната Мия умира от предозиране с наркотици на 12 май 1995 г. в дома си в Милано (Италия) и е намерена мъртва 3 дни по-късно.

## Биография

### Детство
Доменика Рита Адриана Берте е родена в Баняра Калабра (провинция Реджо Калабрия) на 20 септември 1947 г. Тя е второто от общо четири момичета в семейството – сестрите ѝ са Леда (р. 1 януари 1946 г.), Лоредана (родена като сестра си Доменика на 20 септември, но три години по-късно през 1950 г.), която също като сестра си става известна певица, и Оливия (р. 28 януари 1958 г.). Баща им, Джузепе Радамес Берте (1921 – 2017 г.), е преподавател по латински и старогръцки език родом от Вила Сан Джовани (също в провинция Реджо Калабрия). Заради работата си се премества да живее в региона Марке, прекарвайки част от престоя си там в Сан Джинезио, където преподава във Висшия институт „Алберико Джентили“, а впоследствие става директор на гимназия в Анкона. Майката, Мария Салвина Дато (1925 – 2003 г.), също родом от Баняра Калабра, работи като основна учителка.
В семейството си Мия е наричана галено Мимѝ. Прекарва детството си в Порто Реканати и околностите на Мачерата и още от съвсем малка проявява влечение към италианската песен, чието главно поприще по това време преди разпространението на телевизорите е радиото. Първите ѝ изяви са по празници и танцови зали. След като изнася няколко вечери и след като участва на няколко малки конкурса за нови гласове, през 1962 г. бъдещата певица убеждава майка си да я придружи до Милано, за да се яви на прослушване и с надеждата да сключи договор със звукозаписна компания.

### 60-те години

#### Ранна кариера като Мими Берте
Първият човек, който подава ръка на младата девойка да направи първите си стъпки в областта на италианската музика, е музикантът и продуцент Карло Алберто Роси. Следвайки модата в музиката по това време, певицата започва като йе-йе певица (по модел на Силви Вартан) под името Мимѝ Берте. С песента Ombrello blu („Син чадър“) участва на Фестивала в Пезаро заедно с Мариза Терци, съпругата на Карло Алберто Роси.
През 1963 г. младата изпълнителка записва и издава първата си краткосвиреща плоча към звукозаписната компания „КАР Джук Бокс“ – I miei baci non puoi scordare/Lontani dal resto del mondo („Целувките ми не можеш да забравиш“/„Далеч от останалия свят“).
През месец май 1964 г. печели Фестивала в Белария с песента Come puoi farlo tu („Как можеш да го направиш ти“), но истинската слава ѝ я носи песента Il magone („Вълшебникът“), благодарение на която се радва на интерес от страна на пресата и телевизията. Друга успешна песен от това време е Ed ora che abbiamo litigato („И сега, след като се скарахме“), която представя в известното телевизионно предаване „Студио Уно“.
Множеството пробни записи, осъществени през този период и очакващи да бъдат подбрани в албум, остават неиздадени в продължение на почти трийсет години. Карло Алберто Роси я убеждава да сключи договор с по-голяма звукозаписна компания – „Дуриум“, която през 1966 г. издава краткосвирещата плоча Non sarà tardi/Quattro settimane („Едва ли е късно“/„Четири седмици“), но тя не жъне особен успех.
Причината за неуспеха е вероятно лековатото клише, в което изглежда, че е вместена младата певица, която още тогава се вдъхновява от блусовите изпълнения на Ета Джеймс и Арита Франклин. След като се премества в Рим заедно с майка си и сестрите си, прохождащата Мими прави опит да започне начисто, основавайки свое собствено трио заедно със сестра си Лоредана и с общия им приятел Ренато Фиакини (познат по-късно като певеца Ренато Дзеро), като междувременно се издържа, работейки към профсъюза на певците и авторите на песни.
През 1969 г. прекарва четири месеца в затвора в Темпио Паузания вследствие на открит джойнт с марихуана в чантата ѝ по време на вечеринка в известна дискотека в Сардиния. Законът по това време не различава притежаването от употребата и търговията на наркотици, поради което възложеното ѝ наказание е тежко. Певицата накрая е освободена, но случката в затвора ѝ оставя белег за остатъка от живота ѝ.
Вследствие на това издаването на плочата Coriandoli spenti/L'argomento dell'amore („Угаснали конфети“/„Любовната караница“), записана преди няколко месеца към компанията „Есе Рекърдс“, е осуетено и сингълът остава неиздаден в продължение на над трийсет години.
През 1970 г. взема участие като беквокалистка заедно със сестра си Лоредана и групата „Кантори Модерни ди Алесандрони“ в записите на песните от албума Per un pugno di samba („За една шепа самба“; аранжименти на Енио Мориконе) на бразилския певец Шику Буарки, който през това време живее в изгнание в Италия в продължение на 18 месеца заради военния режим в Бразилия и на когото певицата остава дългогодишна почитателка. Същата година пианистът Тото Торкуати я убеждава да се върне на сцената, като ѝ помага в създаването на по-подходящ за нея репертоар.

### 70-те години

#### Успехът – Мия Мартини
Определяща се оказва срещата ѝ с адвоката Албериго Крочета – музикален продуцент и откривател на таланти (сред които Пати Право и Мал), както и основател на известната римска дискотека „Пайпър“. Крочета решава да лансира певицата на международния пазар под псевдонима Мия Мартини. Мия е заимствано от името на американската актриса Мия Фароу, любимка на Мими, докато Мартини е заимствано от едноименната алкохолна напитка, която по това време е една от трите най-разпространени италиански думи в чужбина (другите две са „спагети“ и „пица“). Мия започва да се облича по-„цигански“, неразделна част от външния ѝ вид са множеството пръстени и шапките тип бомбе.
През 1971 г. италианският клон на компанията Ар Си Ей („Ар Си Ей Италиана“) издава сингъла Padre, davvero… („Татко, наистина ли…“). Това е първата плоча под новото сценично име, записана заедно със състава „Ла Макина“. Текстът (написан от Антонело Де Санктис) засяга поколенческия сблъсък между баща и дъщеря и почти веднага след излизането на песента е определен като „осквернителен“ от цензурата на радиото и телевизията. Новаторското изпълнение на Мия обаче буди широк интерес сред слушателите, което ѝ носи победата на Фестивала за авангардна музика и нови течения във Виареджо. От задната страна на плочата е включена песента Amore… amore… un corno! („Любов… любов… ама че рог!“), написана от младия Клаудио Балиони и от Антонио Коджо. Балиони написва и песента Gesù è mio fratello („Исус ми е брат“), който също става сингъл, и Lacrime di marzo („Мартенски сълзи“). И двете песни са включени в дебютния албум на певицата, озаглавен Oltre la collina… („Отвъд хълма…“), издаден същата година.
| „           | „Важното е загърбиш всички спомени. Аз направих това с дългосвирещата си плоча, озаглавена Oltre la collina…, в която вложих цялата себе си, цялото си минало. В песента Padre, davvero… присъства и баща ми, който един ден си тръгна от вкъщи преди двайсет години и когото не сме виждали оттогава. Научих случайно, че днес живее в Милано и че преподава в гимназия. В плочата присъстват и преживяванията ми с хипитата в Ибиса, в Испания, както и в Катманду в Непал, в Далечния изток. Един приключенски и непредвидим начин на живот, изстрадан.“ | “ |
| Мия Мартини | |   |

Издаден през ноември 1971 г., той се нарежда сред първите концептуални албуми в италианската музика, чиято основна нишка са отчаянието и юношеската самота; засягат се и теми, като вярата, болестта и самоубийството. Мия Мартини печели вниманието на певеца Лучо Батисти, който не скрива възхищението си от необикновения ѝ глас и я кани да участва в телевизионното си предаване Tutti insieme („Всички заедно“), в което Мия изпълнява на живо песента Padre, davvero… в цензурирана версия.
Замислено е същата година певицата да участва в предаването „Канцонисима“ с Cosa c'è di strano („Какво странно има“), но песента бива издадена едва през лятото на 1973 г. в сборен албум, издаден отново от Ар Си Ей, който обаче е оттеглен от пазара веднага, за да се избегне вероятността компанията „Диски Рикорди“ (новата компания на певицата от февруари 1972 г.) да съди Ар Си Ей за нарушение на договора.
През 1972 г. Ар Си Ей прави опит да включи Мия Мартини в 22-рото издание на Фестивала в Санремо с песента Credo („Вярвам“), но участието ѝ така и не се осъществява, а сингълът е издаден в малък тираж.

#### Успехът сPiccolo uomoиMinuetto(1972 – 1973 г.)

##### 1972 г.:Piccolo uomoиDonna sola
Когато Албериго Крочета напуска Ар Си Ей и се премества в компанията „Диски Рикорди“ в Милано, Мия Мартини решава да го последва и успява да запише песента Piccolo uomo („Малък мъж“), чийто текст е дело на Бруно Лауци, а музиката – на Микеланджело Ла Бионда и Дарио Балдан Бембо, вторият от които не скрива първоначалното си неодобрение да повери песента на прохождаща певица.
Песента е предназначена първоначално за групата „Камалеонти“, но първото ѝ представяне е това на Мия Мартини на фестивала „Поп, Бийт, Уестърн Експрес“ в Лондон на 26 май 1972 г. и започва да се пуска често в радио предаването Alto gradimento („Висока наслада“), водено от Ренцо Арборе и Джани Бонкомпани. Идва предложение певицата да участва с нея в радиотелевизионната надпревара „Ун диско пер л'естате“, на която обаче не е одобрена за участие, но след това я представя както на „Кантаджиро“, така и на „Фестивалбар“, на втория от които намира първата си победа.
Успехът е незабавен и младата изпълнителка получава покани за участие в най-важните телевизионни предавания, а сингъловата плоча се изкачва до челните места в класациите, което носи на Мия Мартини първата ѝ златна плоча за продажбите.
През септември участва за първи път и на Международната мостра за поп музика във Венеция с Donna sola („Самотна жена“). Краткосвирещата плоча се оказва най-успешната на цялото мероприятие с около 270 000 продадени екземпляра; вследствие на това Мартини е удостоена през следващата 1973 г. с престижната награда „Златна гондола“. В края на ноември Donna sola се изкачва до второ място в седмичната класация, а двата сингъла се класират (съответно на 15-о и 23-то място) в годишната класация за най-продавани сингли.
През октомври излиза вторият ѝ албум, озаглавен Nel mondo, una cosa („Едно нещо в света“), който включва някои от любимите песни на калабрийската певица, сред които: Valsinha („Валс“), написана от Винисиуш джи Морайш и Шику Буарки, Amanti („Любовници“) на Маурицио Фабрицио, както и Madre („Майко“) – адаптация на италиански на песента Mother на Джон Ленън, авторка на чийто текст е самата Мия Мартини. Плочата успява да се продаде в 300 000 копия, за което е удостоена с наградата на критиката на музикалните продуценти за най-добра дългосвиреща плоча за 1972 г.

##### 1973 г.:Minuetto
В началото на 1973 г. Piccolo uomo и Donna sola са записани и на немски – съответно като Auf der Welt („На света“) и Einsam („Сам“) – и издадени в Германия. Някои европейски страни, като Франция и Испания, започват да обръщат внимание на калабрийската певица, като я канят да участва в телевизионни предавания. „Рикорди“ ѝ предлага да участва на Фестивала в Санремо с песента Vado via („Тръгвам си“). Мия Мартини отначало приема, но накрая се отказва в последния момент, с което предава успеха на Друпи, който изпълнява пробния запис на песента и е поканен за участие на Фестивала. Песента отпада от надпреварата след първото изпълнение, но за сметка на това става международен успех и една от най-познатите песни в репертоара на певеца.
На 2 април 1973 г. изпълнителката записва песента Minuetto („Менует“) по текст на Франко Калифано и музика на Дарио Балдан Бембо, която се превръща в най-успешната и продавана песен в репертоара ѝ. В първоначалната си версия е озаглавена Salvami („Спаси ме“) и Маурицио Пиколи и Бруно Лауци написват оригиналния текст. Той обаче не убеждава нито тях, нито Мия, които решават, че песента заслужава по-убедителен текст, затова решават да се свържат с Франко Калифано, който, използвайки като отправна точка проблемите на певицата в личен план, успява да напише текст „по мярка“. Като беквокалисти в записа вземат участие Бруно Лауци, Маурицио Фабрицио, братя Ла Бионда, сестра ѝ Лоредана Берте и Адриано Паната (последните двама са във връзка по това време).
След издаването на окончателната версия, носеща заглавието Minuetto, успехът е почти незабавен благодарение на висококачествения аранжимент на Натале Масара в подкрепа на сложната партитура на Балдан Бембо. Сингълът Minuetto/Tu sei così („Менует“/„Ти си такъв“), издаден на 10 май, ѝ носи поредна златна, както и платинена плоча, а също и втора поредна победа на „Фестивалбар“ – преди нея това е постигнато единствено от Лучо Батисти. В продължение на 22 поредни седмици плочата остава в челните десет места в седмичната класация за най-продавани сингли, като в края на юли и през почти целия август остава на първо място, а в края на годината се класира на седмо място в годишната класация, с което общото ѝ задържане в класацията става 30 седмици.
През септември певицата участва отново в Международната мостра за поп музика във Венеция, на която представя песните Bolero („Болеро“) и Il guerriero („Воинът“), и двете от които са предназначени първоначално за сестра ѝ Лоредана, която обаче изпуска последната възможност да сключи договор с компанията „Рикорди“, изразяваща интерес към малката сестра на Мия Мартини. Издаването на новия сингъл с двете песни е замислено за октомври, но плочата остава неиздадена – вероятно заради промяната на правилата на мероприятието, водено от Джани Равера, който разпорежда, че в надпреварата вече няма да се състезава само със сингъл, а с цял албум. Вследствие на това певицата представя албума си Il giorno dopo („На следващия ден“) и получава спечелената през изминалата 1972 г. награда „Златна гондола“ за сингъла Donna sola („Самотна жена“). Освен двете песни, представени на мострата във Венеция, място сред включените в новия албум песни намират Ma quale amore („Каква ти любов“), написана от Антонело Вендити (музика) и Франка Еванджелисти (текст), La malattia („Болестта“) и Dove il cielo va a finire („Където небето свършва“), написана от Маурицио Фабрицио.
Към края на 1973 г. Мия Мартини става певицата с най-много продадени плочи през цялата година – наред с Орнела Ванони и Пати Право. Същата година участва и в „Канцонисима“ с песента Adesso vai („Сега върви“), която я записва и Дори Геци през следващата година.

## Дискография

### Студийни албуми
- 1971 – Oltre la collina…
- 1972 – Nel mondo, una cosa
- 1973 – Il giorno dopo
- 1974 – È proprio come vivere
- 1975 – Sensi e controsensi
- 1975 – Un altro giorno con me
- 1976 – Che vuoi che sia… se t'ho aspettato tanto
- 1977 – Per amarti
- 1978 – Danza
- 1981 – Mimì
- 1982 – Quante volte… ho contato le stelle
- 1989 – Martini Mia…
- 1990 – La mia razza
- 1992 – Lacrime
- 1994 – La musica che mi gira intorno

### Концертни албуми
- 1983 – Miei compagni di viaggio
- 1991 – Mia Martini in concerto (da un'idea da Maurizio Giammarco)

## Музикални събития

### Фестивал на италианската песен в Санремо
| Издание (година) | Изпълнител                   | Песен                                                | Автори                                                                                      | Категория             | Място      |
| ---------------- | ---------------------------- | ---------------------------------------------------- | ------------------------------------------------------------------------------------------- | --------------------- | ---------- |
| 1982             | Мия Мартини                  | E non finisce mica il cielo („И няма край небето“)   | текст и музика: Ивано Фосати аранжимент: Романо Фаринати                                    |                       | финалистка |
| 1989             | Мия Мартини                  | Almeno tu nell'universo („Поне ти в цялата вселена“) | текст: Бруно Лауци музика и аранжимент: Маурицио Фабрицио                                   | Campioni („Шампиони“) | 9-о        |
| 1990             | Мия Мартини                  | La nevicata del '56 („Снегът от '56-а“)              | текст: Карла Вистарини, Франко Калифано музика: Луиджи Лопес, Фабио Масимо Кантини          | Campioni („Шампиони“) | 6-о        |
| 1992             | Мия Мартини                  | Gli uomini non cambiano („Мъжете не се променят“)    | текст и музика: Джузепе Дати, Джанкарло Бигаци, Марко Фаладжани аранжимент: Марко Фаладжани | Campioni („Шампиони“) | 2-ро       |
| 1993             | Лоредана Берте и Мия Мартини | Stiamo come stiamo („Каквото – такова“)              | текст: Маурицио Пиколи, Лоредана Берте музика: Маурицио Пиколи аранжимент: Фио Дзаноти      | Campioni („Шампиони“) | 14-о       |

### „Фестивалбар“
- 1972 – Piccolo uomo (1-во място)
- 1973 – Minuetto (1-во място)
- 1974 – Inno (като гостенка)
- 1975 – Donna con te (4-то място)
- 1976 – Che vuoi che sia… se t'ho aspettato tanto (7-о място)
- 1978 – Vola (извън надпреварата)
- 1979 – Danza (финалистка)
- 1981 – Ti regalo un sorriso
- 1989 – Donna (печели златна плоча за продажбите на албума Martini Mia…)
- 1990 – Domani più su (3-то място за вечерта, в която представя песента)

### „Адзуро“
- 1989 – Donna
- 1990 – Danza pagana (нейният отбор печели надпреварата)
- 1992 – Cu'mme и O' marenariello (и двете в дует с Роберто Муроло, който печели златна плоча за продажбите на албума си Ottantavogliadicantare)

### Песенен конкурс „Евровизия“
- 1977 – Libera (13-о място)
- 1992 – Rapsodia (4-то място)